# День народження фюрера

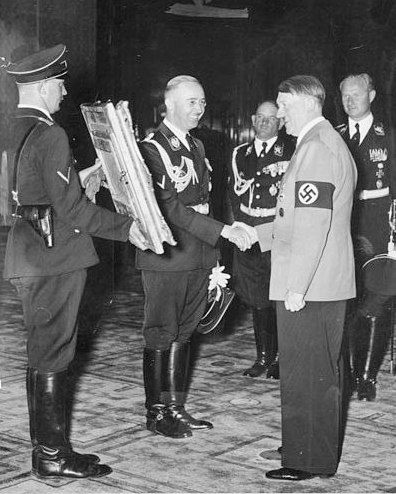
Гітлер приймає вітання від Генріха Гіммлера на честь свого 50-річчя у 1939 році

За часів панування націонал-соціалізму в Німеччині День народження фюрера (нім. Führergeburtstag) відзначався щорічно 20 квітня, у власне день народження «фюрера та рейхсканцлера» Адольфа Гітлера. Втім лише 50-річниця Гітлера 20 квітня 1939 року пройшла як офіційне державне свято, на честь якого до Берліна були запрошені представники урядів іноземних держав та збройних сил.

## Заходи

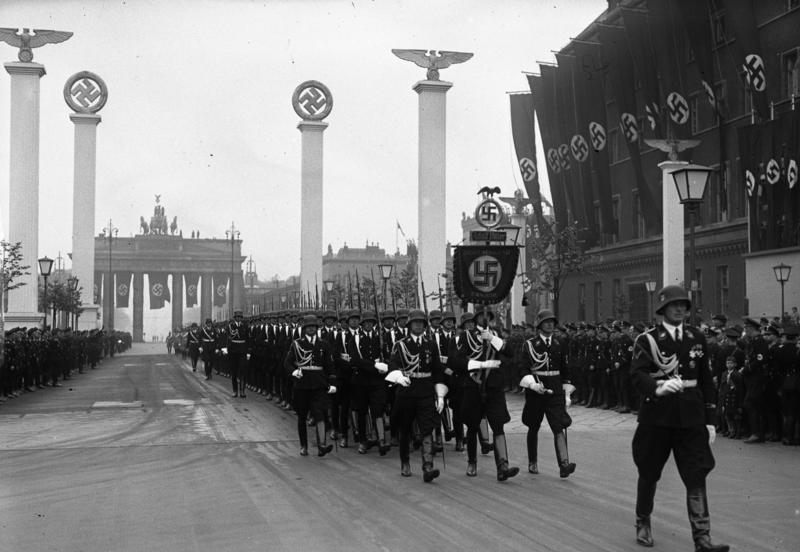
Парад на честь 50-річчя Гітлера у 1939 році біля Бранденбурзьких воріт

Ввечері 19 квітня щорічнопоа всій території Німеччини проводилися урочисті посвяти молоді у Гітлерʼюгенд. Наприклад, газета Donau-Bodensee-Zeitung оповідає про церемонію з присягою та маршем по вулицях Равенсбурга 19 квітня 1944 року: 
«Ввечері напередодні дня народження фюрера понад мільйон хлопців та дівчат по всьому Райху вишикувалися в ряд, щоб бути прийнятими до лав спільноти Гітлерʼюгенду. Також у Равенсбурзі десятирічні діти вийшли на вулиці з сяючими очима та палаючими серцями, щоб подарувати себе фюреру на день народження.»
20 квітня, у власне день народження, у рамках культу особи Гітлера на всій території Райху (включно з окупованими регіонами до 1944 року) проводилися урочисті свята, до програми яких, окрім промов про велич фюрера та його роль в історії, входили й підбурювальні антисемітські промови. Зазвичай виконувалися націонал-соціалістичні пісні, т.зв. «пісні руху» (нім. Lieder der Bewegung), та національні гімни (Пісня німців як офіційний та Пісня Горста Весселя як неофіційний).

20 квітня 1945 року святкування проводилися вкрай обмежено й інколи набували гротескних рис:
«20.4.45, о 19 годині ми мали прибути на «свято дня народження Фюрера» до казино в Ландесгауз. Голова району говорить про остаточну перемогу! Проте подарована пляшка червоного вина та невелика порція шинки та ковбаси з хлібом не змогли переконати нас у перемозі.»
– Член Фольксштурму Фріц Штеффен (1893–1979), Штеттін
У передостанньому випуску газети Reichsgesetzblatt (Nr. 9) від 7 квітня 1945 року у Розпорядженні для служби (нім. Anordnung für den Dienst am 20. April 1945) від виконувача обов'язків рейхсміністра внутрішніх спра Вільгельма Штукарта було чітко зазначено, «що з огляду на крайні військові потреби у державних органах, громадах, профспілках та подібних обʼєднаннях, установах та фондах публічного права 20 квітня 1945 року робота має виконуватися за звичайним робочим графіком.»

## Після 1945 року
У 1994 році Англійська футбольна асоціація скасувала запланований міжнародний матч проти Німеччини, який мав пройти в Гамбурзі, через побоювання, повʼязані з цією датою.
У 2005 році міністр-президент Баден-Вюртемберга Гюнтер Етінґер заявив про небажання бути обраним до парламенту федеральної землі після того, як його попередник Ервін Тойфель оголосив про свою відставку 19 квітня. Етінґер, який вважав 20 квітня через день народження Гітлера «історично обтяженим» днем, був представлений на новій посаді 21 квітня.
20 квітня є святковим днем для неонацистів.